# Ferotipija
Ferotipija (Tintype, Melanotypie ) je stari fotografski postupak. Osmislio ju je   Hamilton. L. Smith 1856. godine.

## Osnova postupka
Postupak se bazira na svijetloosjetljivosti srebrnih spojeva joda ili broma stopljenih s kolodijem, sam se sloj obično nanosio na asfaltnim lakom prevučene ploče od željeznog lima.

## Vanjske poveznice
- Wet Plate Collodion Photography